# اندیس کوه جیران
کوه جیران یک اندیس فلزی است که در حوالی شهر رامشک، استان سیستان و بلوچستان قرار دارد و مادهٔ معدنی موجود در آن، مس است.